# Langesundsfjorden
Langesundsfjorden eller Breviksfjorden er et fjordstykke mellem øerne Sandøya, Bjørkøya og Siktesøya i Porsgrunn kommune på østsiden, og fastlandet i Bamble kommune på vestsiden, begge i Vestfold og Telemark fylke i Norge.  Fjorden regnes fra sundet ved Langesund og ind til Brevik, hvor den deler sig i Brevikstrømmen og Eidangerfjorden. 
I middelalderen var navnet på  fjorden Grenmar, efter en nordgermansk folkegruppe eller stamme grenerne (no) som holdt til her, og mar som er norrønt for hav. Senere, til langt hen i 1700-tallet, blev hele strækningen fra Langesundsgapet og op  til Skien benævnt som Langesundfjorden.
I geologisk forstand markerer fjorden grænsen mellem Bamblefeltet (no) i sydvest og Oslofeltet i øst. Langs vestsiden af fjorden går et kilometerbredt bufferbælte af kambrosilurske sedimentære fjelde (lokalt kendt som «flauer») som grænsezone mellem Bamble- og Oslofelterne.
Udenfor fjorden hvor  havet er dybt, afholdes der hvert år en havfiskekonkurrence efter dybvandsarter i Langesundsrennen. Her er havet flere hundrede meter dybt helt  ind i fjordgabet.